# マリアナ・ブリディ・ダ・コスタ
マリアーナ・ブリディ・ダ・コスタ（Mariana Bridi da Costa、1988年6月18日 - 2009年1月24日）はブラジルのエスピリトサント州・マレシャル・フロリアーノ出身のモデル。
14歳のころよりファッションコンペティションや、ファッションイベントなどの参加を始めた。2006年にはミスワールドブラジルに出場して4位となっている。また、2007年にはミス・ビキニ・インターナショナルに参加している。また同年には南アフリカで開催されたフェイス・オブ・ユニバースに出場した。2008年にもミスワールドブラジルに出場し、再び4位となっている。
2008年12月に倒れ、病院へ行ったところ尿路結石との診断を受けた。しかし1月の前半に症状が悪化したことから再び診断を受けたところ誤診が発覚し、実際は非常に悪化が進んだ尿路感染症であることが判明し、緑膿菌により引き起こされた感染性ショックの症状が出た。しかし多くの抗生物質に対して耐性を持っていることから治療が難しいとも診断された。1月後半には敗血症が悪化、内臓の出血から胃を摘出し、細胞が壊死し始めていたことから両手と片足も切断することになった。
懸命の治療もむなしく、2009年1月24日、エスピリトサント州のセラの病院で息を引き取った。病院によれば彼女の死因は重い敗血症や、尿感染症、腹部の出血などから引き起こされる多臓器不全であった。彼女の葬式には1000人以上の人々が参列した。